# Liu Yunshan
Liu Yunshan, chino simplificado: 刘云山, chino tradicional: 刘云山, pinyin: Liu Yunshan, (* Baotou, 1947 -  ) es un político chino, uno de los líderes del Partido Comunista de China.

## Biografía
Liu nació en Baotou (Mongolia Interior), en julio de 1947. Trabajó en Mongolia Interior durante 20 años, desde su nombramiento en 1968.
Liu es Director del Departamento de Propaganda del Comité Central del PCCh. Pero debido a la antigüedad del partido, se desempeña detrás de Li Changchun. 
Es líder en el Partido Comunista de China, ocupa los cargos de Primer Secretario de la Secretaría Central, Presidente del Comité Guía para la Construcción de una Civilización Espiritual y Presidente de la Escuela Central del Partido Comunista de China.
Fue miembro del 16° y 17° Buró Político del Partido Comunista de China, y fue elegido miembro del 18° Buró Político y del Comité Permanente del Buró Político del Comité Central del Partido Comunista de China en 2012.